# JUNK MUSEUM
JUNK MUSEUM（ジャンク ミュージアム）は、かつてエイベックスに存在していたレコードレーベルでcutting edgeのサブレーベル。2004年11月に設立された。しかし、所属アーティストの移籍や解散が相次いだため、2012年5月をもって運営終了となった。

## かつての所属アーティスト
- ロードオブメジャー（2007年7月解散）
- ザ・ルーズドッグス（2010年6月解散）
- BOO BEE BENZ（2012年5月解散）
- Fat Prop（2010年1月移籍）